# Arman Hall
Arman Hall (né le 12 février 1994 à Miami) est un athlète américain, spécialiste du 400 mètres.

## Biographie
Il remporte les médailles d'or du 400 mètres et du Relais suédois lors des championnats du monde cadets de 2011, à Villeneuve-d'Ascq.
Lors des championnats du monde juniors 2012, Arman Hall remporte deux médailles : l'argent d'abord, sur 400 mètres, où il est devancé par le Dominicain Luguelín Santos ; puis l'or sur 4 × 400 mètres, aux côtés de Quincy Downing, Aldrich Bailey et Chidi Okezie.
Troisième des championnats des États-Unis d'athlétisme 2013 derrière LaShawn Merritt et Tony McQuay, il participe aux championnats du monde 2013, à Moscou, mais ne franchit pas le cap des demi-finales. Aligné également dans l'épreuve du relais 4 × 400 m, il s'adjuge quelques jours plus tard le titre mondial en compagnie de David Verburg, Tony McQuay et LaShawn Merritt, dans le temps de 2 min 58 s 71, devant la Jamaïque et la Russie. 

### Palmarès
| Date | Compétition                    | Lieu              | Résultat | Épreuve        | Temps         |
| ---- | ------------------------------ | ----------------- | -------- | -------------- | ------------- |
| 2011 | Championnats du monde jeunesse | Villeneuve-d'Ascq | 1er      | 400 m          | 46 s 01       |
| 2011 | Championnats du monde jeunesse | Villeneuve-d'Ascq | 1er      | Relais suédois | 1 min 49 s 47 |
| 2012 | Championnats du monde juniors  | Barcelone         | 1er      | 400 m          | 45 s 39       |
| 2012 | Championnats du monde juniors  | Barcelone         | 1er      | 4 × 400 m      | 3 min 03 s 99 |
| 2013 | Championnats du monde          | Moscou            | 1er      | 4 × 400 m      | 2 min 58 s 71 |
| 2016 | Jeux olympiques                | Rio de Janeiro    | 1er      | 4 × 400 m      | 2 min 57 s 30 |

### Records
| Épreuve    | Performance | Lieu              | Date                      |
| ---------- | ----------- | ----------------- | ------------------------- |
| 400 mètres | 44 s 82     | Des Moines Eugene | 21 juin 2013 10 juin 2016 |